# Campeonato da Região Metropolitana de 2014
O Campeonato da Região Metropolitana 2014 ou Campeonato Nestor Ludwig 2014 é a segunda edição da competição. A competição será realizada no segundo semestre e envolve clubes de futebol profissional oriundos  da Região Metropolitana do Estado. Ocorre de forma paralela aos Campeonatos Regionais das regiões Sul-Fronteira e Serrana,  já que os campeões de cada região disputarão em dezembro a Super Copa Gaúcha.

## Fórmula de Disputa
O Campeonato da Região Metropolitanade 2014 será disputado em duas fases, sendo:
1ª Fase – Composta pelos 1º e 2º turnos,
2ª Fase – Semifinal, onde os 4 primeiros colocados se enfrentam.
3ª Fase - Final, onde os vencedores das semifinais se enfrentam para decidir o campeão.
O campeonato é dividido em três etapas. Na primeira, os clubes realizam jogos contra os adversários, em partidas, de ida no primeiro turno e de volta no segundo, classificando-se para a segunda etapa os quatro primeiros colocados do grupo. A segunda etapa é a semifinal, onde as quatro equipes classificadas realizam jogos de ida e volta. O primeiro enfrenta o quarto e o segundo joga com o terceiro. Já a terceira etapa é a final entre os vencedores das semifinais.

## Participantes
| Clube           | Cidade        | Estádio                     | Participações | Melhor Colocação |
| --------------- | ------------- | --------------------------- | ------------- | ---------------- |
| 15 de Novembro  | Campo Bom     | Sady Arnildo Schmidt        | 2ª            | 6º lugar         |
| Aimoré          | São Leopoldo  | Cristo Rei                  | 2ª            | 4º lugar         |
| Cerâmica        | Gravataí      | Vierão                      | 2ª            | 7º lugar         |
| Estância Velha  | Canoas        | Complexo Esportivo da Ulbra | 1ª            |                  |
| Internacional B | Porto Alegre  | Beira-Rio                   | 2ª            | 2º lugar         |
| Novo Hamburgo   | Novo Hamburgo | Estádio do Vale             | 2ª            | Campeão          |
| São José        | Porto Alegre  | Passo D'Areia               | 2ª            | 3º lugar         |

## Primeira fase
| Classificação | Classificação  | Classificação | Classificação | Classificação | Classificação | Classificação | Classificação | Classificação | Classificação |
| Time | Time           | PG            | J             | V             | E             | D             | GP            | GC            | SG            |
| --- | -------------- | ------------- | ------------- | ------------- | ------------- | ------------- | ------------- | ------------- | ------------- |
| 1 | Novo Hamburgo  | 24            | 12            | 7             | 3             | 2             | 19            | 7             | +12           |
| 2 | Internacional  | 23            | 12            | 7             | 2             | 3             | 27            | 13            | +14           |
| 3 | São José-RS    | 23            | 12            | 7             | 2             | 3             | 16            | 9             | +7            |
| 4 | Estância Velha | 17            | 12            | 5             | 2             | 5             | 13            | 17            | -4            |
| 5 | Aimoré         | 15            | 12            | 3             | 6             | 3             | 15            | 14            | +1            |
| 6 | Cerâmica       | 13            | 12            | 3             | 4             | 5             | 11            | 15            | -4            |
| 7 | 15 de Novembro | 1             | 12            | 0             | 1             | 11            | 6             | 32            | -26           |
| PG - pontos ganhos; J - jogos; V - vitórias; E - empates; D - derrotas; GP - gols pró; GC - gols contra; SG - saldo de gols |                |               |               |               |               |               |               |               |               |

|  | Equipes classificadas |

## Fase Final

### Esquema
|  | Semifinais 1 a 9 de novembro | Semifinais 1 a 9 de novembro | Semifinais 1 a 9 de novembro | Semifinais 1 a 9 de novembro |   |               | Final 16 e 23 de novembro | Final 16 e 23 de novembro | Final 16 e 23 de novembro | Final 16 e 23 de novembro |
|  |                              |                              |                              |                              |   |               |                           |                           |                           |                           |
|  | Estância Velha               | 1                            | 0                            | 1                            |   |               |                           |                           |                           |                           |
|  | Novo Hamburgo                | 3                            | 5                            | 8                            |   |               |                           |                           |                           |                           |
|  | Novo Hamburgo                | 3                            | 5                            | 8                            |   | Novo Hamburgo | 2                         | 0                         | 2                         |                           |
|  |                              |                              |                              |                              |   | Novo Hamburgo | 2                         | 0                         | 2                         |                           |
|  |                              | Internacional                | 0                            | 1                            | 1 |               |                           |                           |                           |                           |
|  | São José-RS                  | Internacional                | 0                            | 1                            | 1 | 1             | 1                         | 2                         |                           |                           |
|  | São José-RS                  |                              |                              |                              |   | 1             | 1                         | 2                         |                           |                           |
|  | Internacional                | 2                            | 3                            | 5                            |   |               |                           |                           |                           |                           |

Em negrito os clubes classificados e em itálico os clubes que jogam a segunda partida como mandantes.

## Premiação
| Campeonato da Região Metropolitana - 2014 |
| ----------------------------------------- |
| NOVO HAMBURGO Campeão (2º título)         |